# 顧連璧
顧連璧（1535年—1585年），字伯温，號文岡，山東青州府博興縣人，軍籍，明朝政治人物。陕西行太僕寺卿顧鐸之侄。

## 生平
嘉靖三十七年（1558年）戊午科山東鄉試第九名，萬曆二年（1574年）甲戌科會試第一百九十六名，登三甲第六十名進士。授陕西盩厔县知县，在任八年，遷官至嘉兴府同知。擒海寇，治海塘，核军伍、清邮传，上摄郡事，下兼县篆，三载政成，御史王公深加倚重，方欲提补温处道佥事，而以疾卒于官，得年五十有一。

## 家族
曾祖顧玉，曾任河南獲嘉縣丞；祖父顧言，曾任義官；父顧存仁，字守元，号乐山，以拔貢生任永平府照磨。母李氏。永感下。孪生弟顧合璧（嘉靖戊午贡士、博野知縣），弟顾连珠、顾合珠、顾龙珠俱为庠生。
长子顾顒，號寰海，贡生，娶太学生新城巴应时女；次子顾颐（1566—1618），號寰清，萬曆戊戌進士，娶赠南京兵部主事刘梦旐女（劉之沂妹）；三子顾颖，號带湖，廪生，娶王象乾妹。